# Zhoř (okres Jihlava)
Obec Zhoř (německy Zhorz, Shorsch) se nachází v okrese Jihlava v kraji Vysočina na moravské straně historické zemské hranice Čech a Moravy. Žije zde 481 obyvatel. Nachází se zde nová dráha pro koně. Přímo na zemské hranici se nachází sportovní letiště Zhoř u Polné.

## Název
Jméno vesnice je totožné se starým obecným zhoř (ženského rodu) - "vypálená půda" (odvozeným od slovesa shořeti). Toto jméno, jímž se označovaly vsi, které vznikly na půdě získané vypálením lesa či křovin, bylo typické pro oblast západního Tišnovska, Velkomezeříčska a Jihlavska a mělo stejný význam jako žďár, ale je starší. V pozdějších dobách jmenný rod kolísal. Tato Zhoř je v pramenech ze 16. století známa jako Housetina Zhoř ("Housetova Zhoř") - přívlastek byl odvozen od osobního jména Húsata. Podle místní tradice byl (v 15. století) nositelem jména vladyka zhořské tvrze Vaněk zvaný Húse. Vesnice používala v 19. století v obecním razítku jméno Zhoř Housecí. Podoba jména v písemných pramenech: Zhorz (1392), Zhorz Zhausetijna (1556), ze Zhorže Hausetiny (1571), ze Zhoři (1597), Zhorž (1679, 1718), Zhoř (1720), Zhorž (1751), Zhoř (1846), Zhorz a Zhoř (1872), Zhoř (1881, 1893, 1924).

## Historie
První písemná zmínka o obci pochází z roku 1339 v zápisu sporů o patronátní právo, ale Zhoř pravděpodobně vznikla daleko dříve, a to v souvislosti s kolonizací kraje benediktinským klášterem v Třebíči, který založili moravská knížata Oldřich a Litold v roce 1101. Podle Ottova slovníku naučného se poprvé uvádí v roce 1175, kdy náležela právě třebíčskému klášteru. Vesnice vznikla, jak napovídá název, vypálením části hustého, pro středověkou Českomoravskou vrchovinu typického, lesa. Jednalo se o lesní lánovou ves s kostelem a farou. Původně již před rokem 1393 patřila Zhoř třebíčskému klášteru. V blízkosti se nacházela menší tvrz domácích vladyků „ze Zhoře“, kteří dříve bývali klášterními many a postupně se osamostatnili. Zhoř se tak rozdělila na dva hospodářské celky. Dolní část zůstává pod správou třebíčského kláštera (od roku 1298 jeho měřínského proboštství) a horní část ovládá místní šlechta. V roce 1425 se ves dostává do držení Vaňka Husseho a proto se v té době nazývala „Housecí“, „Černická“ nebo „Malá Zhoř“. Poté vesnici převzali v roce 1455 Mikuláš Žídek, 1470 Vilém II. z Pernštejna, 1480 Jan z Vranova, 1605 Pavel Mošovský z Moravčína.
V roce 1615 přešla Zhoř pod panství rudoleckých pánů Chroustenských z Malovar a jeho majitelem se stal Hanuš Rafael Chroustenský z Malovar, jenž byl posledním mužským potomkem tohoto rodu a zemřel ve švédských službách jako generál během třicetileté války.Panství jim bylo zkonfiskováno a prodáno italskému hraběti Rombaldovi z Collalta, který sídlil v Brtnici. V roce 1919 zde proběhla pozemková reforma a majetek Collaltů včetně zámků Černé a Rudolci získali čeští zájemci.

### Násilná kolektivizace v zemědělství
5. srpna 1951 se v místním kinosále uskutečnil protiprávní a vykonstruovaný veřejný soudní proces. Bylo zde souzeno několik zdejších zemědělců kvůli odmítání tzv. „hospodářsko-technických úprav“ půdy. Následně lidoví soudci zlikvidovali jeden z nejstarších gruntů obci, jehož majitel Libert Suk byl 30. ledna 1953 odsouzen do vězení a zbytek rodiny byl násilně vystěhován z vlastního domu na samotu do jiného kraje. V roce 1953 tak mohlo být založeno Jednotné zemědělské družstvo I. typu, to se však brzy rozpadlo a obnova nastala až v roce 1956.

## Přírodní poměry
Zhoř leží v okrese Jihlava v Kraji Vysočina. Nachází se 3 km jihozápadně od Stáje, 2,5 km severně od Nadějova, 4 km severovýchodně od Jamného a 7,5 km jihovýchodně od Polné. Geomorfologicky je oblast součástí Česko-moravské subprovincie, konkrétně Křižanovské vrchoviny a jejího podcelku Brtnická vrchovina, v jejíž rámci spadá pod geomorfologický okrsek Řehořovská pahorkatina. Průměrná nadmořská výška činí 592 metrů. Území vesnice je ohraničeno evropským rozvodím Labe–Dunaj z jižní strany. Zhořský potok pramení v místě zvaném „Heřmanec“ a poté společně s Chmelským potokem protéká Dobroutovem a následně se vlévá do polenského rybníka Peklo. V katastru vsi se nachází 15 rybníků, mezi největší patří Chmelský (zvaný též „Za Dvorem“) a Kněžský.

## Obyvatelstvo
V roce 1900 žilo v obci 359 obyvatel, z toho 357 Čechů a 2 Němce. Podle sčítání 1930 zde žilo v 65 domech 365 obyvatel. 360 obyvatel se hlásilo k československé národnosti. Žilo zde 364 římských katolíků.
| Rok            | 1850 | 1869 | 1880 | 1890 | 1900 | 1910 | 1921 | 1930 | 1950 | 1961 | 1970 | 1980 | 1991 | 2001 | 2011 | 2021 |
| Počet obyvatel | 345  | 368  | 373  | 386  | 360  | 380  | 369  | 365  | 369  | 358  | 336  | 350  | 381  | 385  | 469  | 426  |

### Náboženský život
Obec Zhoř je sídlem římskokatolické farnosti Zhoř u Jihlavy náležící do jihlavského děkanství a brněnské diecéze. Farnost v současnosti nemá kněze, dojíždí sem administrátor a farář z Luk nad Jihlavou. Pod zdejší farnost spadají obce Arnolec, Nadějov, Stáj a místní část Jamného Lipina. Farním kostelem je místní kostel svaté Markéty. Podle cenzu z roku 2001 se k víře hlásí z 385 osob 244, z toho se 231 lidí hlásilo k římskokatolické církvi a 1 k Českobratrské církvi evangelické. 92 osob bylo bez vyznání a 49 osob své vyznání neuvedlo. Podle sčítání obyvatelstva 1930 tu žilo 364 katolíků a jeden člověk jiného vyznání.

## Obecní správa a politika
Obec leží na katastrálním území Zhoř u Jihlavy. K obci náleží i izolovaný dům s č. p. 44 nacházející se v blízkosti osady Lipina. Zhoř je členem Dobrovolného svazku obcí Mikroregionu Polensko a místní akční skupiny Českomoravské pomezí.
Obec má 7členné zastupitelstvo, v jehož čele stojí starosta Vladimír Čížek
| Období    | Voliči | Účast v % | Mandáty | Výsledky                  | Starosta       |
| --------- | ------ | --------- | ------- | ------------------------- | -------------- |
| 2002–2006 | 293    | 76,11     | 7       | 4 SNK 2 3 SNK 1           | Irena Čadová   |
| 2006–2010 | 315    | 68,89     | 7       | 3 SNK 1 3 SNK 2 1 KDU-ČSL | Vladimír Čížek |
| 2010–2014 | 356    | 68,82     | 7       | 4 SNK 2 3 SNK 1           | Vladimír Čížek |
| 2014–2018 | 350    | 70,00     | 7       | 5 SNK 1 2 SNK 2           | Vladimír Čížek |

## Hospodářství a doprava
Působí tu Zemědělská společnost Zhoř, a.s, která se stala následnicí místního JZD. Obhospodařuje pozemky ve výměře 1700 ha. Sídlí tu firma, která se zabývá odchovem selat pro další výkrm jatečných prasat SELMA a.s. Služby poskytuje i místní čalouník. Dále zde sídlí firmy CATENA CZ s.r.o. a Truhlářství Morava s.r.o. Nachází se zde prodejna se smíšeným zbožím firmy LAPEK, a.s., hostinec a úřadovna České pošty, kterou zde zřídili v srpnu 1869.
Od roku 1870 tady fungovala četnická stanice, v 60. letech byla tehdejší služebna SNB zrušena, poté obec spadala pod Luka nad Jihlavou a v současnosti je přidělena pod obvodní oddělení policie v Polné. Po několika požárech místní občané v roce 1894 založili Sbor dobrovolných hasičů. V roce 1898 tu vznikl spořitelní a záloženský spolek (tzv. „Raiffeisenka“), díky níž si řada chudších občanů mohla pořídit vlastní rodinné domky. Vlastní vodovod byl v obci zaveden v roce 1963. Plynofikaci zde dokončili v roce 2002. V letech 2001–2002 zde vzniklo „Středisko tréninku a chovu dostihových koní DS Pegas“ s výcvikovými drahami a areálem hospodářských a bytových budov. V sezóně odtud realizační týmy vyráží do Prahy, Pardubic, Karlových Varů či Lysé nad Labem nebo do zahraničí (Slovensko, Rakousko, Itálie, Polsko či Francie).
Obcí prochází silnice II. třídy č. 353 z Velkého Beranova do Žďáru nad Sázavou a komunikace III. třídy č. 3534 do Nadějova. Dopravní obslužnost zajišťují dopravci ICOM transport a ZDAR. Autobusy jezdí ve směrech Jihlava, Arnolec, Jamné, Nadějov, Polná, Měřín, Bohdalov a Žďár nad Sázavou.

## Školství, kultura a sport
Sídlí tu základní škola se školní jídelnou, školní družinou a mateřskou školou, chodí do ní i žáci z okolních obcí. První škola byla patrně zřízena již před rokem 1772, kdy podle matriky zemřel první známý zdejší učitel Antonín Hedvábný. Původní školní budova ze dřeva stála u kostela (na místě zaniklé tvrze), učily se zde děti ze všech farních obcí. Půdorys budovy měřil 15×8 m, v pravé části se nacházela tzv. učírna – velká třída, za hlavním vchodem stála síň s černou kuchyní, levá polovina sloužila jako učitelský byt. Koncem 18. století dřevěnou budovu zbořili a na tomtéž místě postavili zděnou budovu s čp. 9. V roce 1984 ji zbořili a na jejím místě postavili hasičskou zbrojnici. V roce 1882 obec od Františka Klementa odkoupila dům čp. 39 v severní části obce u silnice z Jihlavy do Žďáru nad Sázavou za 2400 zlatých včetně hospodářských stavení. Při bourání se našla památná kamenná deska. Budova byla dostavěna v roce 1883 za 5312 zlatých a 28. listopadu téhož roku slavnostně vysvěcena. Vznikla jedna třída s komorou a z původní podsklepené budovy se stal byt učitele. Tato budova se až do roku 1984 používala k vyučování, v roce 1997 ji obec prodala do soukromého vlastnictví. 1. září 1948 byla otevřena tzv. Expozitura střední školy Velký Beranov ve Zhoři s 1. a 2. třídou, výuka probíhala v budově národní školy čp. 39, ta se totiž přestěhovala do budovy čp. 9. V roce 1949 Okresní národní výbor v Jihlavě povolil zřízení Osmileté střední školy ve Zhoři. Budova byla postavena za několik týdnů z dřevěného domu po bývalé německé lesnické škole v Březinových sadech v Jihlavě. Budova byla zdemolována v roce 1978. V roce 1984 na jejím místě vznikla nová školní budova čp. 119. Roku 1993 přibyla nová tělocvična a rovná střecha zrekonstruována na sedlovou. Do zdejší školy původně dojížděly děti z Nadějova, Jersína, Arnolce a Stáje, po roce 1989 se část žáků přesunula do jiných okolních škol. Průměrný počet žáků klesá vlivem menšího počtu narozených dětí ale i přesunem do okolních škol. Některé ročníky musí být slučovány, neboť došlo ke snížení počtu žáků pod zákonem stanovenou hranici 17 žáků na třídu.

### Sport
Zhoř na Jihlavsku vešla v povědomí díky opakovanému úspěch klisny Orphee des Blins ve Velké pardubické, v říjnu 2015 jí před místními stájemi byla odhalena socha. Ve Zhoři sídlí tréninková centrála dostihových koní Pegas. Sport v obci však nejsou jen tito čtyřnozí atleti, ale jsou zde provozovány i různé „lidské“ sporty. Zdroj nové krve jednotlivé oddíly spatřují v žácích základní školy, která má v místě sídlo. Tyto druhy sportů nejsou právě obvyklé na obcích této velikosti. Tak se naše mužstva ve svých soutěžích zpravidla setkávají s týmy z menších měst či zálohami z těch větších. Příkladem může být florbal, kde mužstvo se setkává v krajském přeboru utkávají např. s Pacovem, Moravskými Budějovicemi a Přibyslaví, ale i s B týmy Třebíče či Žďáru nad Sázavou.
Obdobné je to např. u oddílu orientačního běhu, kde jsou nejbližší sesterské (ale mnohonásobně větší) oddíly v Jihlavě, Havlíčkově Brodě, Třebíči a Žďáře nad Sázavou. Každoročně je pořádán turnaj v tenisu s asi čtyřicítkou aktivních hráčů nejen místních, ale i z okolí (mnohdy i vzdáleného). Smíšený tým volejbalistů se ve své pravidelné, amatérské soutěži utkává se stejnými družstvy z Luk nad Jihlavou či přímo z Jihlavy. Ve Zhoři působí v různých okresních soutěžích také dvě družstva ve stolním tenisu oficiální nejnižší okresní soutěž hraje družstvo ledních hokejistů.
Kromě těchto pravidelných soutěží se ve Zhoři konají sportovní akce, které místní TJ, pořádá nebo při nejmenším spolupořádá. Zde lze jmenovat např. Novoroční vyběhnutí, která bylo na Nový rok 2014 nepřetržitě po 27. Ve spolupráci s hasiči v červnu Dětský den či dvakrát ročně se opakující turnaj v šipkách. V roce 2016 se uskutečnil 1. ročník míčového sedmiboje. Mezi novinky zařadit i turnaj ve stolním tenisu pro registrované i příchozí.

### Tradice
Každoročně na masopustní úterý se zde koná masopustní průvod maškar, který je ukončen večerní taneční zábavou. Na Zelený čtvrtek místní mládež pořádá průvod s hrkačkami po vsi až do Bílé soboty a v tyto dny plní funkci mlčících zvonů.
Mezi tradice lze zařadit i Novoroční vyběhnutí, jehož 30. ročník proběhl 1. 1. 2017 za účasti 87 přítomných.

### Ochotnické divadlo
První zachované zmínky o divadelní aktivitě ve Zhoři jsou ze samého počátku 20. století, kdy společensko-mládežnická organizace „Národní jednota“ , založená v roce 1906, měla mezi svými akcemi mj. pořádání veřejných oslav, divadelních představení a také provozování knihovny. Po vzniku samostatné Československé republiky jsou zakládány četné organizace a spolky. Od roku 1921 působí ve Zhoři „Sdružení venkovské omladiny“, které bylo v roce 1931 přejmenováno na „Sdružení omladiny katolické“. Do roku 1941, kdy byla činnost Sdružení okupačními úřady zakázána, bylo ve Zhoři nacvičeno a sehráno přes čtyřicet divadelních her, uspořádáno množství tanečních besed a společenských oslav.

#### Ochotnický spolek Zhoř
Po roce 1945 je nositelem kulturní činnosti především Sbor dobrovolných hasičů. V roce 1948 Leopold Matějíček a učitelé Dobromil Horák a Jaroslav Zadražil podávají žádost k Zemskému národnímu výboru v Brně o povolení činnosti „Ochotnického spolku ve Zhoři“. Jako první byla vybrána hra Marie Příleské „I člověk spravedlivý“, kterou ochotníci nacvičili jako „Dramatický odbor místní Osvětové besedy“. Protože ještě nebyla dokončena přestavba sálu p. Vítka, byla hra sehrána, 5. prosince 1948 v Arnolci. Ve Zhoři byla hra uvedena poprvé 6. ledna 1949. Toto divadelní představení bylo začátkem činnosti ochotnického divadla, ale i hrou, v níž se mnozí poprvé postavili na jeviště.
Dne 7. května 1949 byl „Ochotnický spolek Zhoř“ oficiálně povolen Zemským národním výborem. 16. května 1949 se konala první valná hromada, na které byl zvolen patnáctičlenný výbor, přihlášených členů bylo 44 a spolek byl přihlášen do Ústřední matice divadelního ochotnictva českého v Praze (ÚMDOČ). V tomto období své existence sehrál ochotnický spolek hry Veverče, Paličova dcera, Lucerna a Zlý jelen.
V roce 1951 byla ÚMDOČ rozpuštěna a tím byla zrušena činnost všech divadelních ochotnických spolků. Zhořští divadelníci se začlenili pod ROH Lesního družstva ve Zhoři jako „Závodní klub ROH – Lesní družstvo Zhoř“. Byly uvedeny hry Vojnarka a Strakonický dudák. Poslední hrou byla pohádková hra Radúz a Mahulena, v režii učitelky Marie Kratochvílové. Na uvedení této hry přijela v březnu 1955 do Zhoře okresní komise, která vyjádřila nespokojenost s výběrem hry, neboť tato neinspirovala diváka k budování nové lidově-demokratické společnosti. Po této kritice a s ohledem na to, že zhořští divadelníci odmítli hrát doporučené budovatelské hry, se celý ochotnický spolek dohodl na ukončení činnosti. Divadelnictví ve Zhoři pak umlká.
V roce 1968 byl učiněn pokus o obnovení tradice ochotnického divadla a z iniciativy tehdejšího administrátora zhořské farnosti p. Stanislava Česlíka byla nacvičena a sehrána hra J. Patricka „Opalu má každý rád“. Byl to ale pokus ojedinělý a divadelní ochotnictví ve Zhoři opět zaniká.
Na konci 80. a v 90. letech 20. století secvičilo a úspěšně uvedlo Školní divadýlko hry (jejichž názvy jsou uvedeny dále) převážně pod vedením p. učitelky Marie Urbanové: O Kubovi, Jak květinky přezimovaly, Včelka Linda, Lotrando a Zubejda, Doktorská pohádka, Princové jsou na draka, Co takhle svatba, princi, Čertova nevěsta, Taneček přes dvě pekla.

#### Současnost – Ochotnický spolek Včelinec Zhoř
V březnu 2011 se dala dohromady skupina zájemců o ochotnické divadlo, pod vedení Jiřího Kučery, která se rozhodla navázat na tradici divadelnictví ve Zhoři. Jako první představení byla vybrána hra současného autora Lumíra Kubátka „Podhorský penzion“. Divadelní soubor působí pod názvem „Ochotnický spolek Včelinec Zhoř“. Místní věří, že hra Podhorský penzion bude znovuobnovením a pokračováním tradice ochotnického divadla ve Zhoři. Hra byla sehrána 14x, v bližším i vzdálenějším okolí. V roce 2014 měl premiéru trampský muzikál "OREGON". Zjara i na podzim 2016 byla v celém okolí k vidění hra Šmejdi, premiéry se zúčastnil autor s amatérským souborem (Koloveč na Domažlicku). Poslední den měsíce března 2017 se uskutečnila v sále u Vítků premiéra pohádky "O chamtivém strašidle".

## Pamětihodnosti

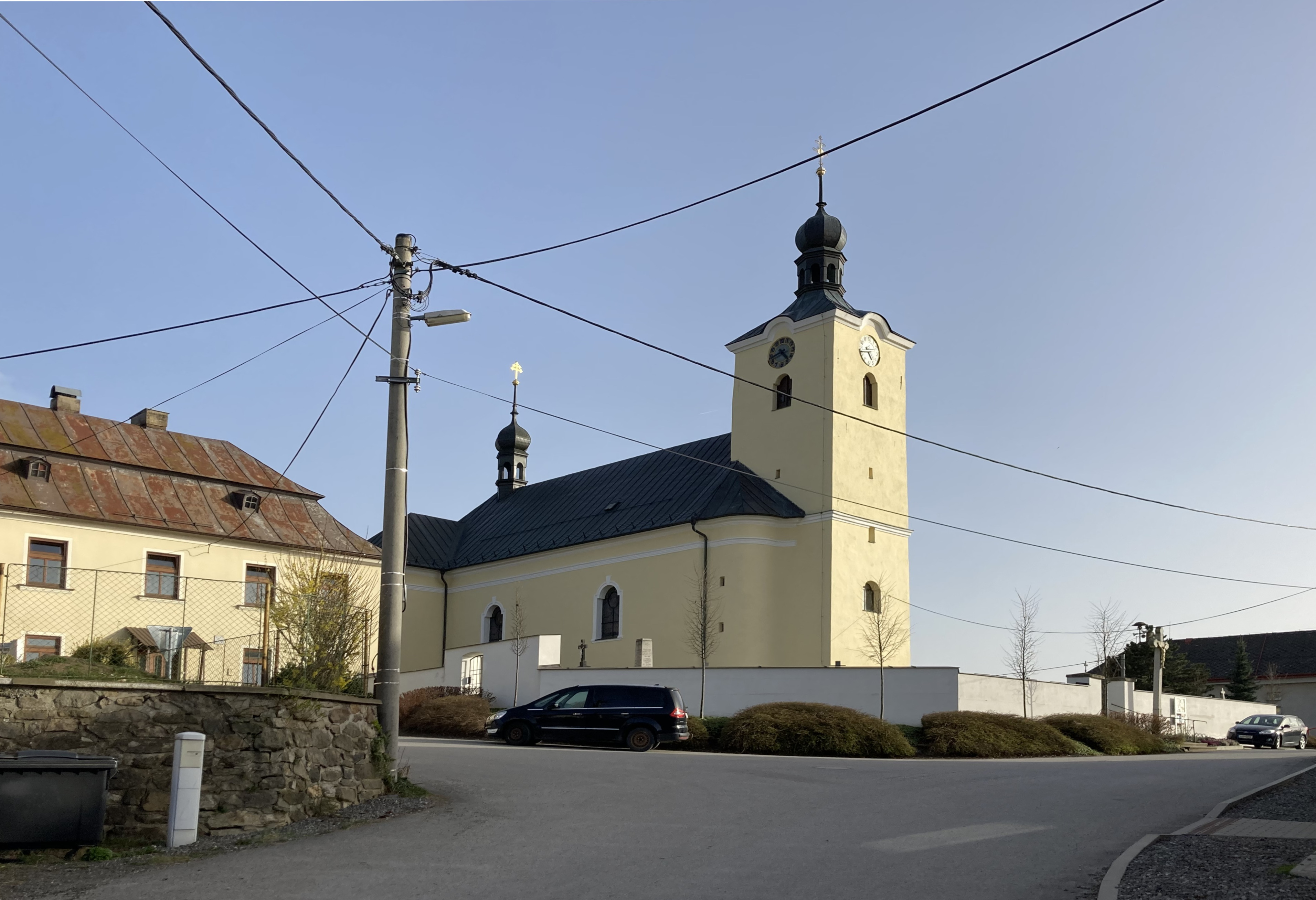
Fara a kostel svaté Markéty

- Kostel sv. Markéty – je farním kostelem místních věřících, byl postaven v roce 1756 v barokním slohu na místě původního románského chrámu. Z té doby pochází spodní část věže,[23] v níž jsou zavěšeny dva památné zvony z let 1400 a 1515, které patří mezi nejstarší v České republice. Jádro kostela je původní z roku kolem 1400, v letech 1763–1765 tu probíhala barokní přestavba.[4] Ve svatostánku se nachází na počátku 21. století nalezená kamenná křtitelnice. V původní kryptě pod podlahou presbytáře leží tři rakve pravděpodobně zakladatelů farnosti, dosud nebyly archeologicky prozkoumány. V interiéru zaujme plastická Křížová cesta, tři malebné oltáře a několik obrazů. Zde svou první mši sloužil 5. července 1940 Josef Toufar.[24]
- Sýpka z konce 18. století se nachází v domě čp. 22[16]
- Smírčí kříže – v katastru obce se jich nachází čtrnáct[25], například Volemův kříž
- Ochoza – lesní porost, v jižním katastru obce, obchází historický předěl mezi Čechami a Moravou
- Konstrukce s obrázkem – stojí na kraji lesíka u Ochozy. Ve spodním rámu lze vidět původní nápis o záchraně života četnického strážmistra Slívy z roku 1899, kterého pronásledovala tlupa zlodějů.
- Několik kamenných křížů (u kostela, u školy, u čp. 112, u pošty, u Chmelského rybníka, několik křížů jižně od obce)

## Osobnosti
Narodil se tady katolický vlastenecký kněz a spisovatel, ThDr. František X. Škorpík (1814–1890), který působil v církevní správě na Vyškovsku. Žil tu akademický sochař Josef Vítek (1914–1996), jehož otec Karel byl dlouholetý starostou vsi a lidovým řezbářem. Své dětství ve Zhoři prožil legionář a brigádní generál československé armády Jaroslav Malec (1889–1959).

## Galerie

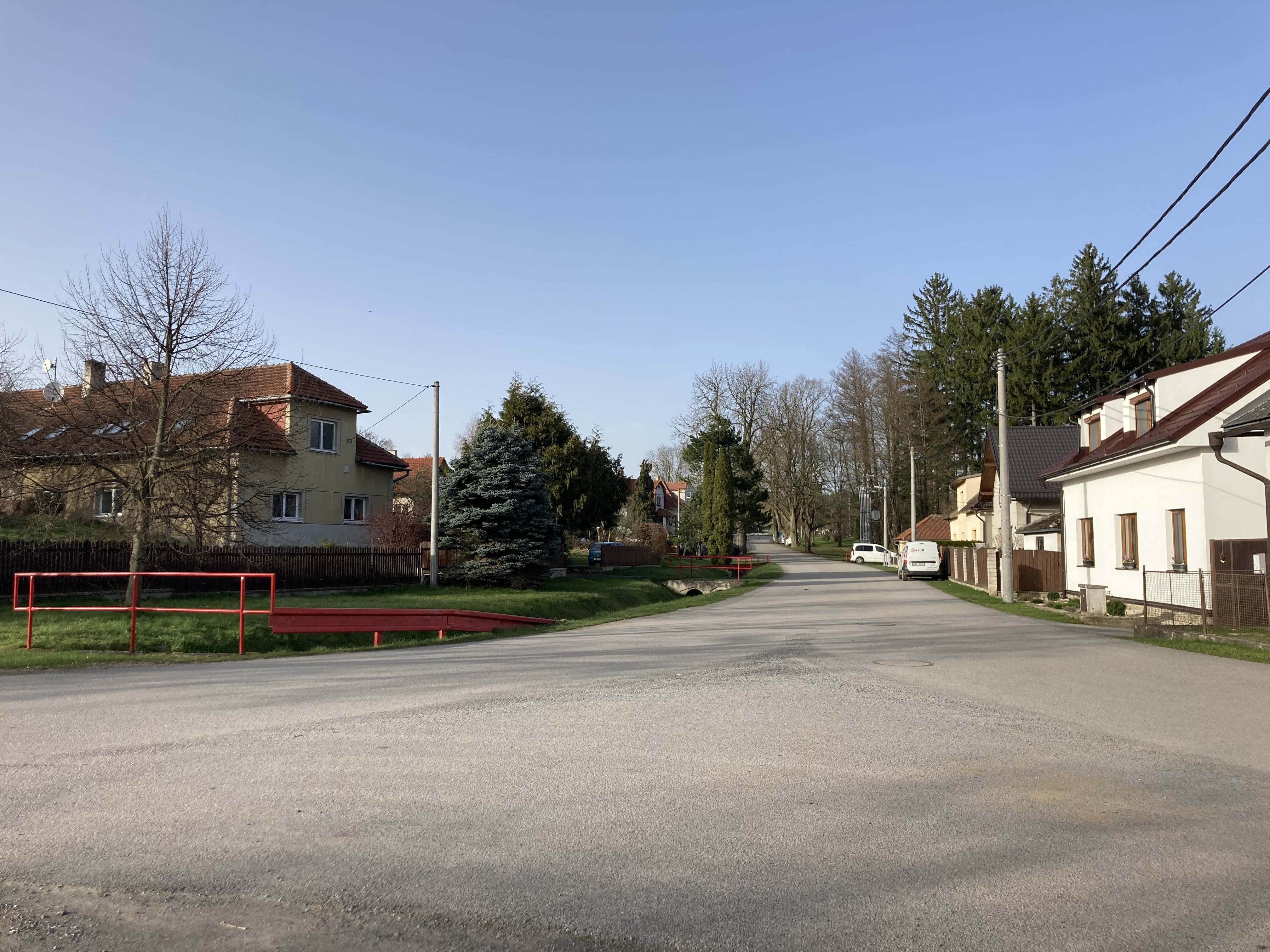
Čp. 32, 17, 43
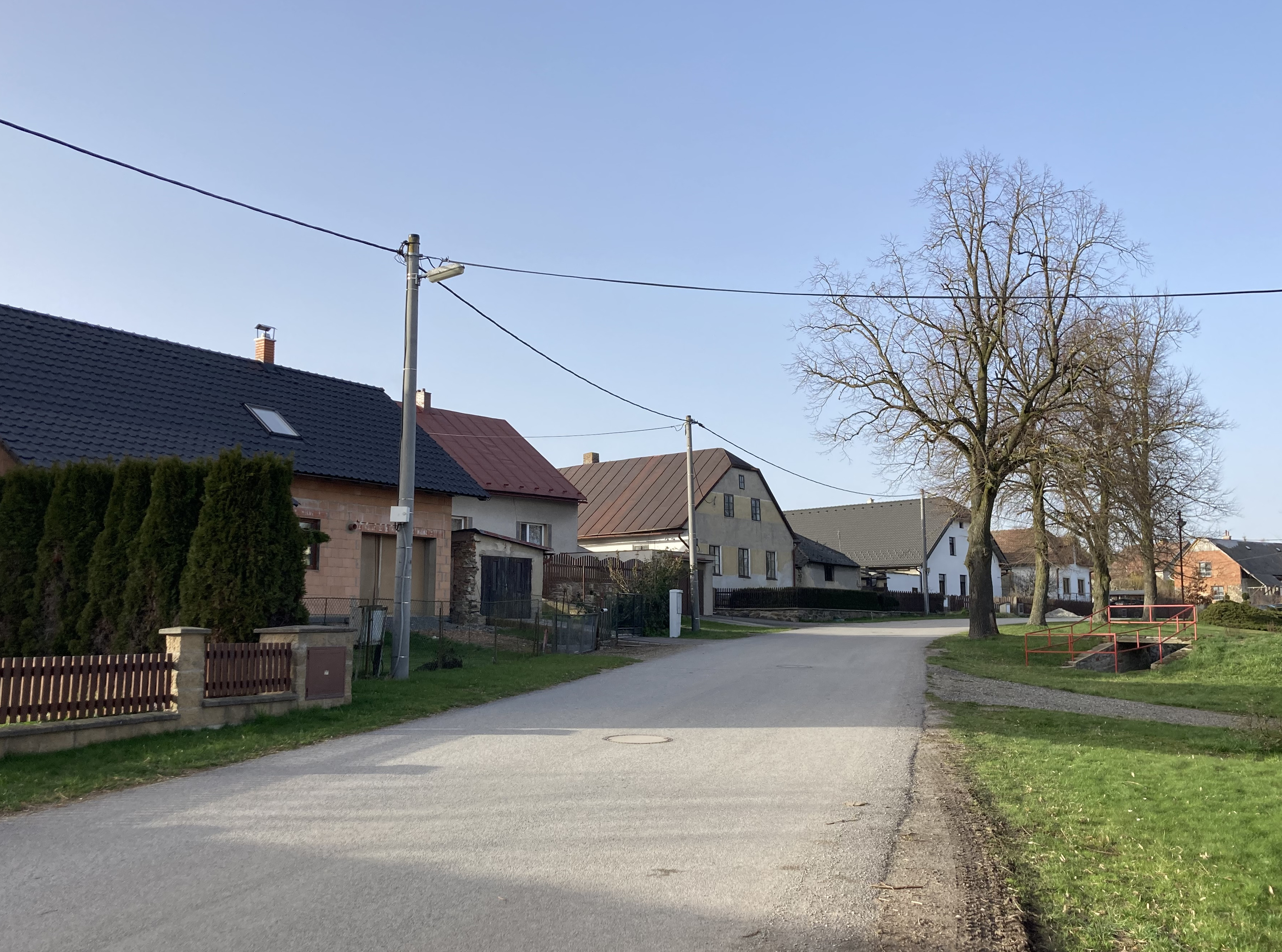
Čp. 23, 37, 26
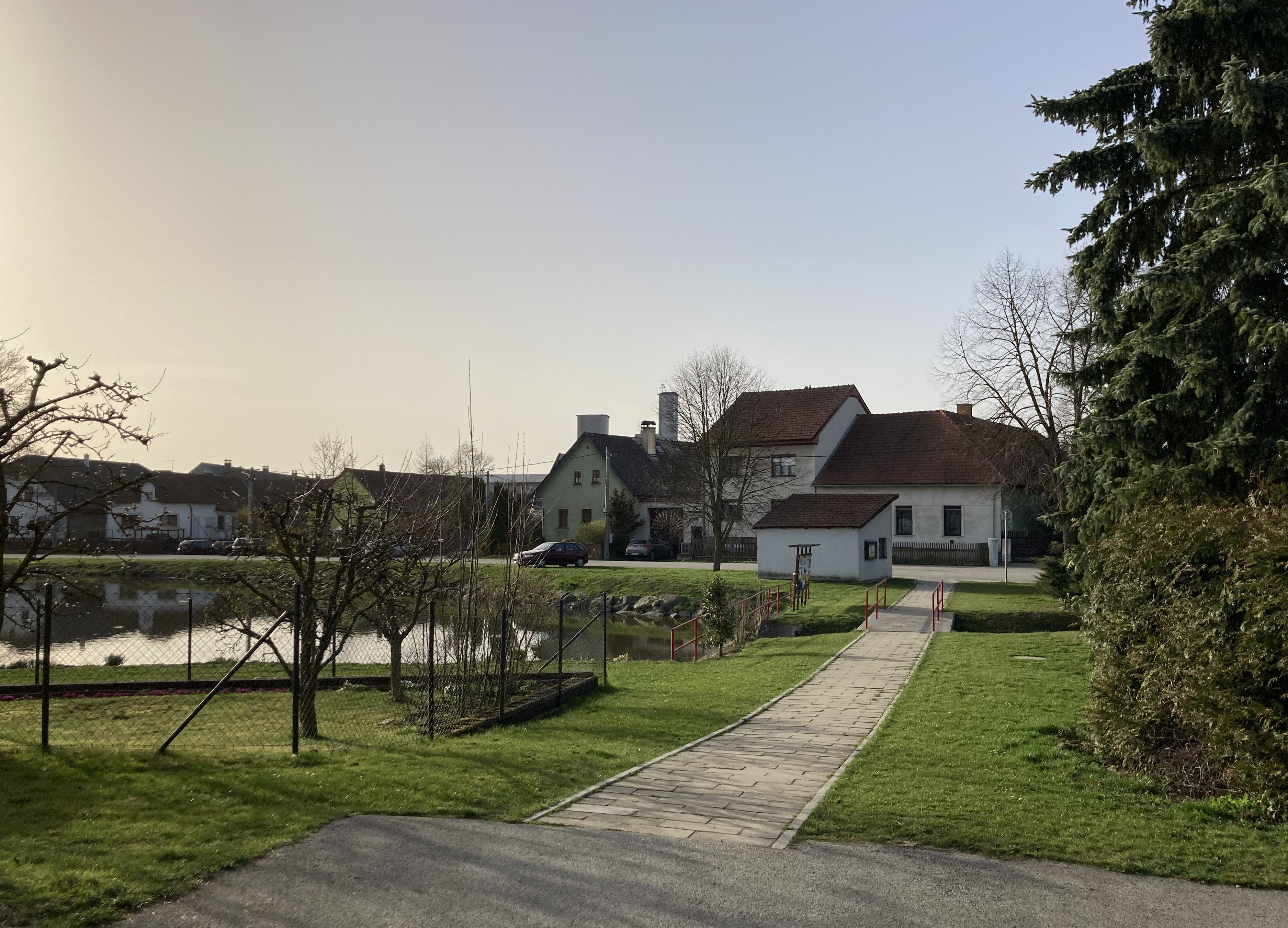
Rybník a zastávka na návsi
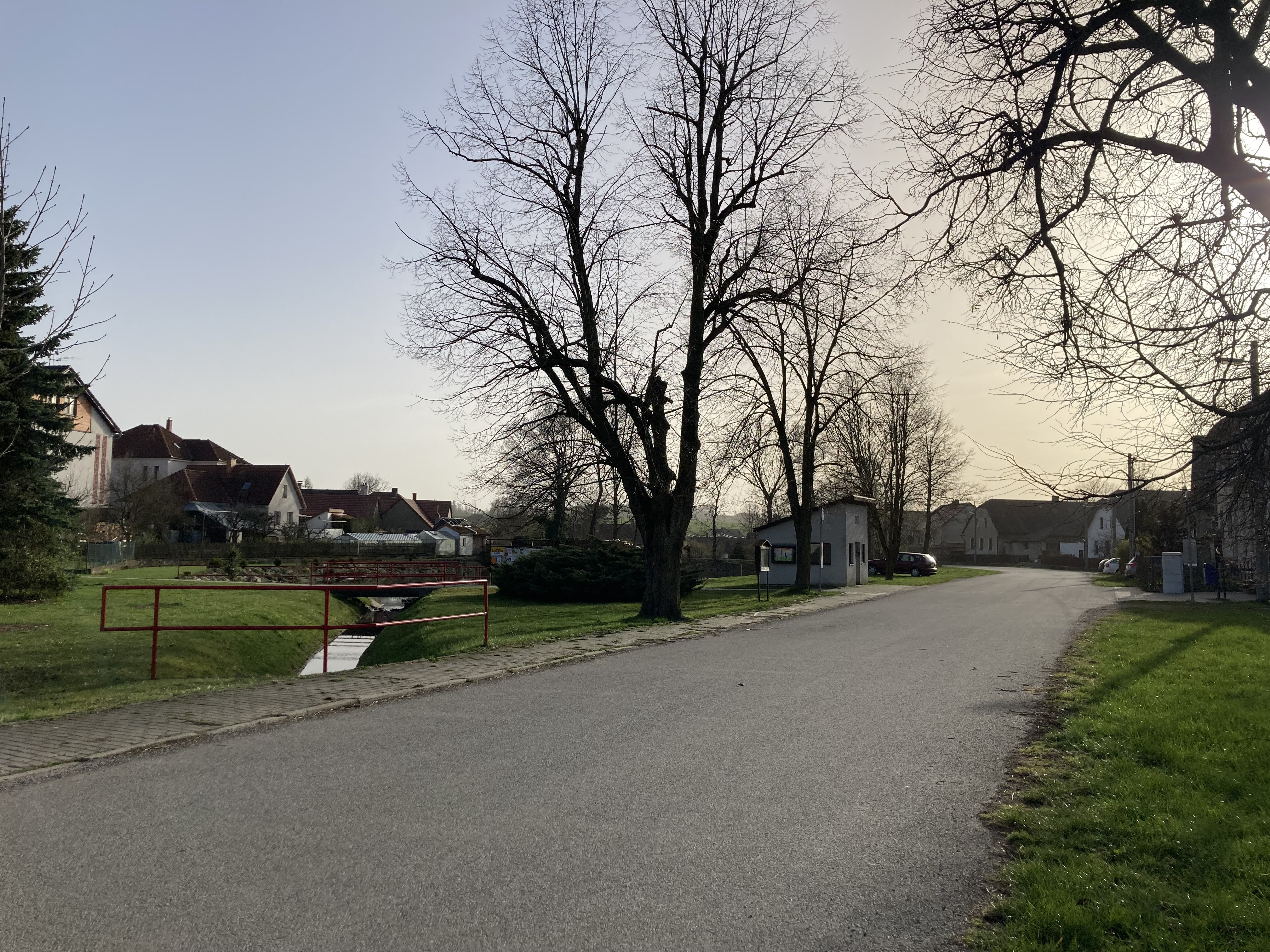
Náves se zastávkou